# Rauchkopf (Steinernes Meer)
Le Rauchkopf est une montagne culminant à 1 953 mètres d'altitude dans le massif des Alpes de Berchtesgaden, en Autriche.

## Géographie

### Situation
Le Rauchkopf se situe dans le Steinernes Meer, au nord-est de la vallée de la Saalach ; il est le sommet le plus à l'ouest d'une chaîne latérale qui part du plateau du Steinernes Meer.
Au nord se trouve le Dießbach-Stausee à une altitude de 1 417 m, à partir duquel un aqueduc en amont d'environ 1 500 m de long vers la centrale électrique de Dießbach traverse le Rauchkopf jusqu'au sud.